# Stanisław Tymofejenko
Stanisław Ołeksandrowycz Tymofejenko (ukr. Станіслав Олександрович Тимофеєнко; ur. 3 czerwca 1989 w Dnieprze) – ukraiński koszykarz, reprezentant kraju, występujący na pozycji silnego skrzydłowego.

## Osiągnięcia
Stan na 14 kwietnia 2022, na podstawie, o ile nie zaznaczono inaczej.

### Drużynowe
- Mistrz Ukrainy (2020)
- Wicemistrz Ukrainy (2015, 2018)
- Brązowy medalista mistrzostw Ukrainy (2017)
- Zdobywca pucharu:
  - Ukrainy (2017–2019)
  - Superligi Ukrainy (2011)
- Finalista Pucharu Ukrainy (2015, 2020)

### Indywidualne
- MVP:
  - Pucharu Ukrainy (2017)
  - kolejki ligi ukraińskiej (2 – 2013/2014)
- Zaliczony do I składu ligi ukraińskiej (2018)
- Lider strzelców ligi ukraińskiej (2018)[3]

### Reprezentacja
3x3
- Brązowy medalista mistrzostwa Europy w koszykówce 3×3 (2017)
- Srebrny medalista konkursu Shoot-out, rozegranego podczas mistrzostw świata w koszykówce 3x3 (2019)
- Uczestnik mistrzostw świata w koszykówce 3x3 (2019 – 12. miejsce)

5x5
- Uczestnik:
  - mistrzostw Europy (2015 – 22. miejsce)
  - kwalifikacji do Eurobasketu (2013 – 6. miejsce)
  - uniwersjady (2011 – 9. miejsce)

Młodzieżowe
- Wicemistrz Europy U–18 dywizji B (2007)
- Uczestnik mistrzostw Europy U–20 (2008 – 8. miejsce, 2009 – 12. miejsce)